# سنگدوین
سنگدوین شهری است از توابع بخش مرکزی شهرستان علی‌آباد در استان گلستان ایران است.
مردم این شهر طبری از ایل کتول هستند و به گویش کتولی زبان طبری صحبت می‌کنند.